# Incursione aerea su Tokyo
L'incursione aerea su Tokyo del 18 aprile 1942, conosciuta anche come raid di Doolittle, fu il primo attacco aereo che gli Stati Uniti d'America condussero sul suolo giapponese durante la seconda guerra mondiale. Questa missione fu davvero particolare, in quanto sedici bombardieri, dell'USAAF, North American B-25 Mitchell con alcune modifiche, decollarono dal ponte della portaerei USS Hornet della United States Navy.
Il bombardamento fu organizzato come risposta all'attacco di Pearl Harbor del 7 dicembre 1941 ed ebbe più valore morale che tattico o strategico: nelle intenzioni dei comandi americani doveva servire a far intendere ai giapponesi che gli Stati Uniti avrebbero combattuto fino alla fine, ma anche a risollevare il morale del popolo e delle truppe statunitensi.

## Ideatori
L'incursione fu pianificata e condotta dal tenente colonnello Jimmy Doolittle, un famoso aviatore e ingegnere aeronautico civile prima della guerra, vincitore anche di un'edizione della Coppa Schneider. L'idea però venne al capitano della marina Francis Low: egli osservò che, in particolari condizioni, un bombardiere bimotore sarebbe riuscito a decollare dal ponte di una portaerei. Successivi calcoli effettuati da Doolittle indicarono che il B-25 Mitchell avrebbe potuto decollare da una portaerei con un ragionevole carico di bombe, colpire un obiettivo in Giappone e atterrare in Cina.

## Il volo

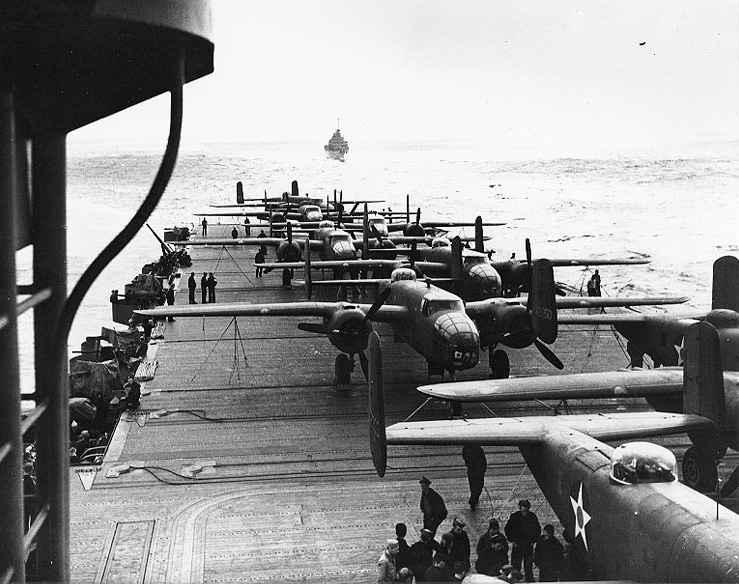
I B-25 stipati sul ponte di volo della Hornet durante il viaggio

Il 1º aprile 1942, dopo due mesi di duro addestramento, 16 bombardieri medi North American B-25 Mitchell, modificati per l'occasione, furono caricati sulla Hornet ad Alameda, in California, insieme ai loro equipaggi, ognuno formato da 5 volontari, e al personale di manutenzione. Gli aerei erano fortemente alleggeriti di tutto quanto non indispensabile e con il mirino Norden (fondamentale per la precisione del bombardamento) sostituito da uno strumento decisamente semplificato per evitare che cadesse in mano ai giapponesi. Ogni aereo trasportava 4 bombe da circa 500 libbre (230 kg), due mitragliatrici Browning M2 calibro .50 nella torretta dorsale, una mitragliatrice Browning M1919 calibro .30-06 nel muso e taniche di carburante extra.
In coda all'aereo furono inoltre montate due mitragliatrici posticce, fatte di legno, per scoraggiare eventuali attacchi giapponesi provenienti da quella direzione. Gli aerei furono caricati e disposti sul ponte di volo della Hornet nello stesso ordine in cui poi sarebbero partiti. La portaerei lasciò il porto di Alameda il 2 aprile e pochi giorni dopo raggiunse nell'oceano Pacifico la portaerei USS Enterprise e la sua scorta di incrociatori e cacciatorpediniere. Gli aerei da caccia della Enterprise avrebbero fornito la protezione aerea necessaria, dato che quelli della Hornet erano stati stivati sotto il ponte per far posto ai B-25. Le due portaerei e le navi di scorta procedettero quindi in silenzio radio fino al punto di lancio all'interno delle acque controllate dai giapponesi.
La mattina del 18 aprile, a una distanza di circa 1200 km dal Giappone, la task force fu avvistata da un'imbarcazione giapponese che lanciò un allarme via radio; anche se l'imbarcazione fu rapidamente distrutta da un cacciatorpediniere della scorta, Doolittle e il comandante della Hornet, il capitano Marc Mitscher, decisero di far decollare subito i bombardieri, con un giorno di anticipo e circa 370 km più lontano dal punto previsto. Tutti gli aerei decollarono senza problemi e volarono in fila e a bassa quota (per evitare di essere individuati) fino al Giappone; lo raggiunsero verso mezzogiorno e bombardarono obiettivi militari a Tokyo, Yokohama, Kōbe, Osaka e Nagoya; furono colpiti anche insediamenti civili. Dopo il bombardamento volarono sul mar Cinese Orientale, diretti in Cina, dove erano state allestite apposite basi di supporto.
Durante il volo verso la Cina incontrarono però molte difficoltà: il sole stava tramontando, il carburante era in esaurimento e le condizioni meteo stavano rapidamente peggiorando. A causa di tutti questi problemi gli equipaggi capirono che probabilmente non sarebbero mai riusciti a raggiungere le basi di supporto, rimanendo nel dubbio se lanciarsi sopra la Cina orientale o tentare un atterraggio di fortuna sulle coste cinesi. Quindici equipaggi scelsero di lanciarsi; uno, invece, nonostante il consiglio contrario di Doolittle, atterrò con successo a Vladivostok, in Russia, dove il B-25 fu sequestrato e i membri dell'equipaggio internati fino al 1943, quando furono trasferiti ad Ashgabat, in Turkmenistan, dove di nascosto l'NKVD rilasciò i piloti, che attraversarono il confine dell'Iran con l'ausilio di un contrabbandiere. Questa operazione venne tenuta segreta per evitare qualsiasi conflitto con il Giappone, con cui l'URSS aveva firmato un patto di non aggressione. Doolittle e i suoi uomini, dopo esser atterrati con il paracadute in Cina, ricevettero assistenza dal missionario americano John Birch, che fu in seguito raccomandato da Doolittle per lavorare con i servizi segreti del generale Claire Chennault.

## Dopo il volo
Dopo l'attacco, molti degli equipaggi che si lanciarono sulla Cina atterrarono senza problemi; due equipaggi (10 uomini in tutto) furono però catturati. Il 15 agosto 1942 gli Stati Uniti seppero dal consolato svizzero di Shanghai che 8 dei 10 uomini mancanti erano tenuti prigionieri dai giapponesi nella centrale di polizia della città; gli altri due erano morti nell'atterraggio. Il 19 ottobre 1942 i giapponesi diramarono un annuncio, privo di nomi e di altri dettagli, in cui affermavano di aver processato gli equipaggi e di averli condannati a morte, ma ad alcuni di loro la pena fu commutata nel carcere a vita.
Dopo la guerra, la storia dei prigionieri venne alla luce durante un processo per crimini di guerra tenutosi a Shanghai, in cui quattro ufficiali giapponesi dovettero rispondere all'accusa di maltrattamenti sugli otto americani catturati, Hallmark, Robert J. Meder, Nielsen, Farrow, Hite, Barr, Spatz e DeShazer. Gli altri due presenti a bordo, Dieter e Fitzmaurice, erano morti lanciandosi dal loro B-25 sulle coste della Cina. Oltre alle torture e alla fame, i prigionieri contrassero la dissenteria e il beriberi a causa delle pessime condizioni in cui venivano detenuti. Il 28 agosto 1942 i piloti Hallmark e Farrow e il mitragliere Spatz subirono un processo-farsa, di cui nessuno li informò. Il 14 ottobre vennero informati che il giorno dopo sarebbero stati giustiziati. Alle 16:30 del 15 ottobre, caricati a bordo di un camion, i tre furono trasferiti nel cimitero pubblico e vennero sottoposti a fucilazione.
Gli altri cinque rimasero nella prigione militare e la loro salute peggiorò rapidamente per la denutrizione. Nell'aprile del 1943 furono trasferiti a Nanchino, dove il 1º dicembre Meder morì per gli abusi subiti. I quattro rimanenti cominciarono a ricevere un trattamento leggermente migliore: fu consegnata loro anche una copia della Bibbia e pochi altri libri. Furono liberati dalle truppe americane nell'agosto del 1945. I 4 ufficiali giapponesi processati furono giudicati colpevoli: tre furono condannati a 5 anni di lavori forzati, mentre il quarto a 9 anni. Un altro dei raider (come vennero in seguito chiamati i partecipanti del raid) fu ucciso durante il lancio con il paracadute sulla Cina. Subito dopo il raid, Doolittle confessò al suo equipaggio di temere di aver perso tutti e 16 gli aerei, che i danni inflitti fossero minimi, che il raid era stato un fallimento e che si aspettava una corte marziale una volta tornato negli Stati Uniti.
Il successo di questa azione invece risollevò così tanto il morale americano che Doolittle venne insignito della Medal of Honor dal presidente Roosevelt ed ebbe una doppia promozione fino al grado di brigadiere generale, saltando il grado di colonnello. Gli furono assegnati i comandi della 12th Air Force in Nord Africa, la 15th Air Force nel Mediterraneo e l'8th Air Force in Inghilterra nei successivi tre anni. Oltre alla medaglia d'onore di Doolittle, il mitragliere-ingegnere caporale Dave Thatcher ricevette la Silver Star; tutti gli altri furono premiati con la Distinguished Flying Cross e quelli che furono feriti o uccisi ricevettero la Purple Heart. Inoltre tutti i raider ricevettero una decorazione dal governo cinese.

## Gli effetti del raid
Paragonato ai devastanti bombardamenti portati avanti dai B-29 Superfortress qualche anno dopo, il raid di Doolittle provocò pochi danni materiali e furono creduti irrilevanti a livello militare per molti anni: solo dopo la guerra, infatti, l'Impero giapponese ammise che i danni furono superiori rispetto a quelli che furono registrati. Nonostante questo, la stampa enfatizzò molto l'operazione e, quando la notizia del presunto successo fu data agli americani, il loro morale si risollevò, considerando lo sconforto provocato dall'attacco a Pearl Harbor e dalla successiva avanzata giapponese nel Pacifico. Il raid ebbe anche un minimo impatto strategico: obbligò i giapponesi a richiamare dal fronte alcuni caccia per difendere la madrepatria, diminuendo la loro capacità aerea contro gli Alleati in generale nel teatro del Pacifico.

## Libri e film
Tre libri furono scritti dopo la guerra. Doolittle's Tokyo Raiders, di C.V. Glines, racconta molto accuratamente l'impresa, comprese le storie di ogni equipaggio dei B-25. Guests of the Kremlin, scritto dal copilota Bob Emmens, narra delle vicende dell'equipaggio che fu internato in Russia dopo essere atterraggio a Vladivostok. Infine Four Came Home, sempre di C.V. Glines, racconta la storia di Nielsen, Hite, Barr, e DeShaze, i quattro che furono detenuti nei campi di prigionia giapponesi per oltre tre anni.
Il raid è stato il soggetto di due film del 1944: Missione segreta (Thirty Seconds over Tokyo) e Prigionieri di Satana. Il primo era basato sull'omonimo libro scritto dal pilota capitano Ted Lawson (che perse una gamba ed ebbe diversi altri problemi dopo il suo atterraggio di fortuna in Cina); alcune sequenze sono state sfruttate per la scena iniziale del film La battaglia di Midway. Il secondo, invece, era soltanto ispirato alla storia dei raider catturati ed era in gran parte una fiction. 

La seconda parte del film Pearl Harbor del 2001 è dedicata al raid e alla sua preparazione, ma è storicamente veritiera solo in parte.
L'operazione di Doolittle è ricordata anche nel film Midway del 2019, diretto da Roland Emmerich.